# Grant McLennan
Grant William McLennan (Rockhampton, 12 febbraio 1958 – Brisbane, 6 maggio 2006) è stato un cantautore e chitarrista australiano.

## Biografia
McLennan è nato e cresciuto nel Queensland.
Nel 1977 ha fondato il gruppo indie rock The Go-Betweens insieme a Robert Forster.
Il primo album della band Send Me a Lullaby è uscito nel novembre 1981 in patria e nel febbraio 1982 nel Regno Unito.
Dopo la pubblicazione di sei album in studio, il gruppo si è sciolto nel dicembre 1989.
Nel 1990 ha avviato un nuovo progetto, chiamato Jack Frost, e realizzato insieme al cantautore Steve Kilbey, già membro del gruppo The Church. Con questo gruppo ha pubblicato gli album Jack Frost (1991) e Snow Job (1996).
Nel 1991 ha pubblicato anche il suo primo album da solista dal titolo Watershed, prodotto da Dave Dobbyn. La sua carriera solista è proseguita in quegli anni con la pubblicazione degli album Fireboy (1993), Horsebreaker Star (1994), prodotto da John Keane, e In Your Bright Ray (1997), quest'ultimo prodotto da Wayne Connolly.
Dal 1997 al 2000 ha fatto parte del gruppo Far Out Corporation, in cui hanno militato anche Ian Haug (The Church), Ross McLennan e Adele Pickvance. Il gruppo ha pubblicato un solo album, ovvero FOC, nell'ottobre 1998.
Nel 2000 Forster e McLennan ricompongono i The Go-Betweens e pubblicano nel settembre di quell'anno l'album The Friends of Rachel Worth, che vede la partecipazione di Adele Pickvance, Janet Weiss (Sleater-Kinney) e Sam Coomes come membri della band. Questo disco è stato registrato in Oregon.
La nuova formazione del gruppo realizza altri due album, Bright Yellow Bright Orange nel 2003 e Oceans Apart nel 2005.
McLennan si è spento a Brisbane il 6 maggio 2006 all'età di 48 anni a causa di un infarto.

## Discografia

### Album in studio
- 1991 - Watershed
- 1992 - Fireboy
- 1994 - Horsebreaker Star
- 1997 - In Your Bright Ray

### Raccolte
- 2007 - Intermission: The Best of the Solo Recordings 1990-1997 (con Grant McLennan)

### EP
- 1992 - Surround Me